# Стаклара Аврамовац
Стаклара Аврамовац је прва фабрика за израду стакла, уједно и прво српско индустријско постројење које је радило од 1846. до 1852. године на реци Белици на падинама Црног врха на терену између данашњих села Белице и Мишевића, и које је било у партнерском власништву између попечитеља (министра) иностраних дела Аврама Петронијевића и трговца Теодора Р. Томић.
Стакло је током 19. века полако улазило у употребу на Балкану, замењујући традиционално бакарно, керамичко и дрвено посуђе. Оно је, као и свуда, увек прво било доступно вишој класи, а како је време све више пролазило долазило је и до обичних грађана. Крајем 19. века и почетком 20. века примена стакла у покућству узима шире размере. Стаклени предмети се у том периоду продају у трговинама мешовите робе или најчешће у радњама које су држале порцеланску или керамичку робу. У то време, истиче се употреба стакла при изради витража као својеврсног украса ентеријерима грађевина. Витражима  су украшаване јавне грађевине, сакралне грађевине али и приватне виле више класе.
Фабрика стакла је подигнута капиталом Аврама Петронијевића 1846. године. Претходно се обратио писмом-молбом Совјету, 1843. године, у коме је тражио искључиво право „на 14 година да нико други стаклару не може подићи у земљи...бесплатну сечу и коришћења дрвета за ватру и пепео на Црном врху и експлатацију потребног камена за зидање фуруна и фабрикацију стакла“.
Иако су у Србији тада већ постојали рани облици привредне делатности, као што су дрводељство, плетарство и цигларство, отварање стакларе представљало је велико улагање које је уједно значило освајање нове „високе технологије“ у то доба. Поред тога, било је потребо довести и страну стручну радну снагу што је још више повећавало трошкове улагања као и сам ризик. Совјет је изашао у сусрет Петронијевићу да бу у јесен стаклара напокон прорадила. Свечаност приликом отварање првог индустријског погона у Србији добило је карактер централне државне прославе о чему су писале и Српске новине 29. новембра 1846. године. Присуство материјала који је требало да служи као сировинска или погонска снага (камен, песак и дрво) био је главни критеријум за подизање фабрике стакла на том месту.
Први радници су били Баварци и Чеси (Бохемци), а 1851. године стиже и 30 радника из Горње Угарске, највероватније Словаци, који су као страни стручни радници били добро плаћени. Власник фабрике Петронијевић је касније, 1851. године, ушао у ортаклук са трговцем Теодором Р. Томићем, а управу и надзор је од 1846. до 1849. године вршио Константин Р. Томић. Опрему у фабрици су чиниле две пећи за топљење стакла са 9 лонца, за брушење коришћена је воденица, а калупи су били месингани, керамички и дрвени. Производило се равно стакло за пенџере, шупље и ливено или пресовано стакло декорисано брушењем или осликавањем. Први извоз је остварен у априлу 1848. године у Турску. Стаклара „Аврамовац“ успешно је пласирала своје производе у Србији и Турској. Остало је забележено да је једне године имала чист профит од чак 96.000 гроша што је за оно време била велика сума. Фабрика је радила до Аврамове изненадне смрти у канцеларији великог везира у Цариграду 1852. године када је држава откупила од његових наследника за 7.000 дуката цесарских.
Фото галерија збирке Музеја примењених уметности:
- Стаклена посуда за слатко са тањирићем, око 1850.
- Стаклена чаша са кнежевским грбом, око 1850.

## Занимљивости
- Друга фабрика стакла у Јагодини отворена је 27 година након Аврамове смрти, 1879. године, од стране Јулија Божитовца и компањона. Један од од сувласника, Наћко Јанковић, фабрику у потпуности преузима 1882. године, када добија назив Јанковић&Син. У то доба, набавља се парна машина за брушење, а 1895. уграђена је пећ са 8 лонца на угаљ и машина за пресовање. Следеће године фабрика има 100 радника и бележи производњу од 37.820 шока стакла. Производи фабрике освајају бронзану медаљу на светској изложби у Паризу 1889. године. Престала је са радом 1904. године. (Стаклена боца - ибрик Јанковић&Син, око 1890, збирка МПУ и чаше Јанковић&Син, око 1900, Мадларт)

- Три године касније, маја 1907. године, од опреме из јагодинске фабрике, група београдских трговаца на челу са Миливојем М. Поповићем основаће у оближњем Параћину „А.Д.Српска фабрика стакла - СФС“ (бањска чаша - СФС, око 1930., збирка Воргић; боца за ликер - СФС, пре 1941, збирка Воргић; пепељара - СФС, око 1955, збирка Воргић и сет чаша „Волт Дизни“ - СФС из 1980их), која и данас постоји http://www.sfsparacin.com

- Године 1848. почела је изградња мале тополивнице у Београду, проширене и усавршене следеће године, а 1851. године почели су радови на новом постројењу у Крагујевцу. Повезана са почецима војне индустрије била је изградња топионице у Мајданским рудницима богатим слојевима гвоздене и бакарне руде, предвиђеним да постане главни топионичарски центар за будући развој индустрије. Крајем 1851. године усвојен је закон о основној економији на Топчидеру у оквиру које је 1852. године отворена Правитељствена чохара, прва текстилна радионица (названа „фабрика”) за производњу чохе, гајтана, сукна и других текстилних производа како за војску тако и за тржиште.
- По доласку из Беча у Београд, 1846. године, млади лекар Јосиф Панчић тражећи посао у својој струци постао је врло сумњив ондашњим властима које нису биле вољне да га приме у службу због неуобичајеног понашања за то доба, проучавања биљка по околним брдима.[1] Међутим, у Јагодини и околини избија епидемија трбушног тифуса. Како су од тифуса почели да разбољевају и страни радници као и чланови њихових породица у новоотвореној фабрици стакла у Белници поставило се питање сузбијање епидемије. Лично власник фабрике и министар иностраних дела Аврам Петронијевић упућује позив младом лекару да дође у Јагодину, који је у једном тренутку чак помишља на повратак у Беч.[1] Панчић успева да сузбије тешку болест. Показавши се изузетним у раду с људима, већ у току следеће године Јосиф Панчић добија звање окружног физикуса по уговору у Јагодини, а крајем те, 1847. године, добија премештај у Крагујевац. Овај сумњив странац, родом са Велебита, потом ће постати професор на катедри Јестаствене историје и агрономије, тек основаног Лицеја у Београду, затим је пет пута заредом биран за ректора Велике школе. Убрзо је био изабран и за народног посланика, 1870. године, потпредседника Народне скупштине Србије, члана Државног савета, а осам година касније постао је председник Српског ученог друштва. Био је и први председник Српске академије наука. Осим Српске академије наука и уметности, Јосиф Панчић био је члан и Југословенске академије знаности и уметности, Угарске академије зоолошког друштва у Бечу, члан Баварског друштва у Шербуру. Дао је велики допринос науци на пољу ботанике, заштите природе, зоологије, биогеографије, минералогије и геологије. Само на пољу ботанике Јосиф Панчић је описао 2176 биљних врста у Србији и науци приказао 102 нове биљне врсте.